# Ploeg (werktuig)

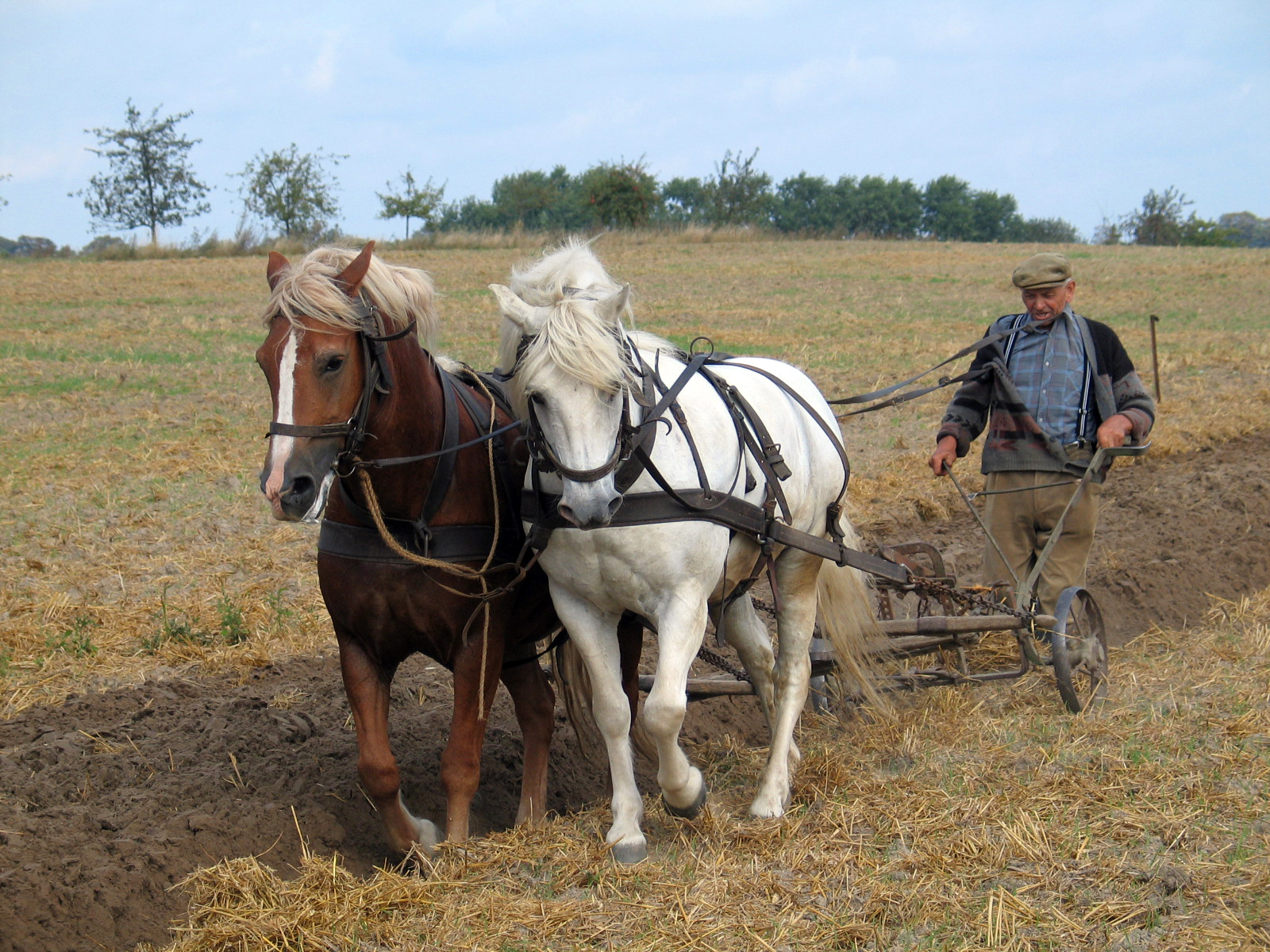
Wielploeg getrokken door een dubbelspan

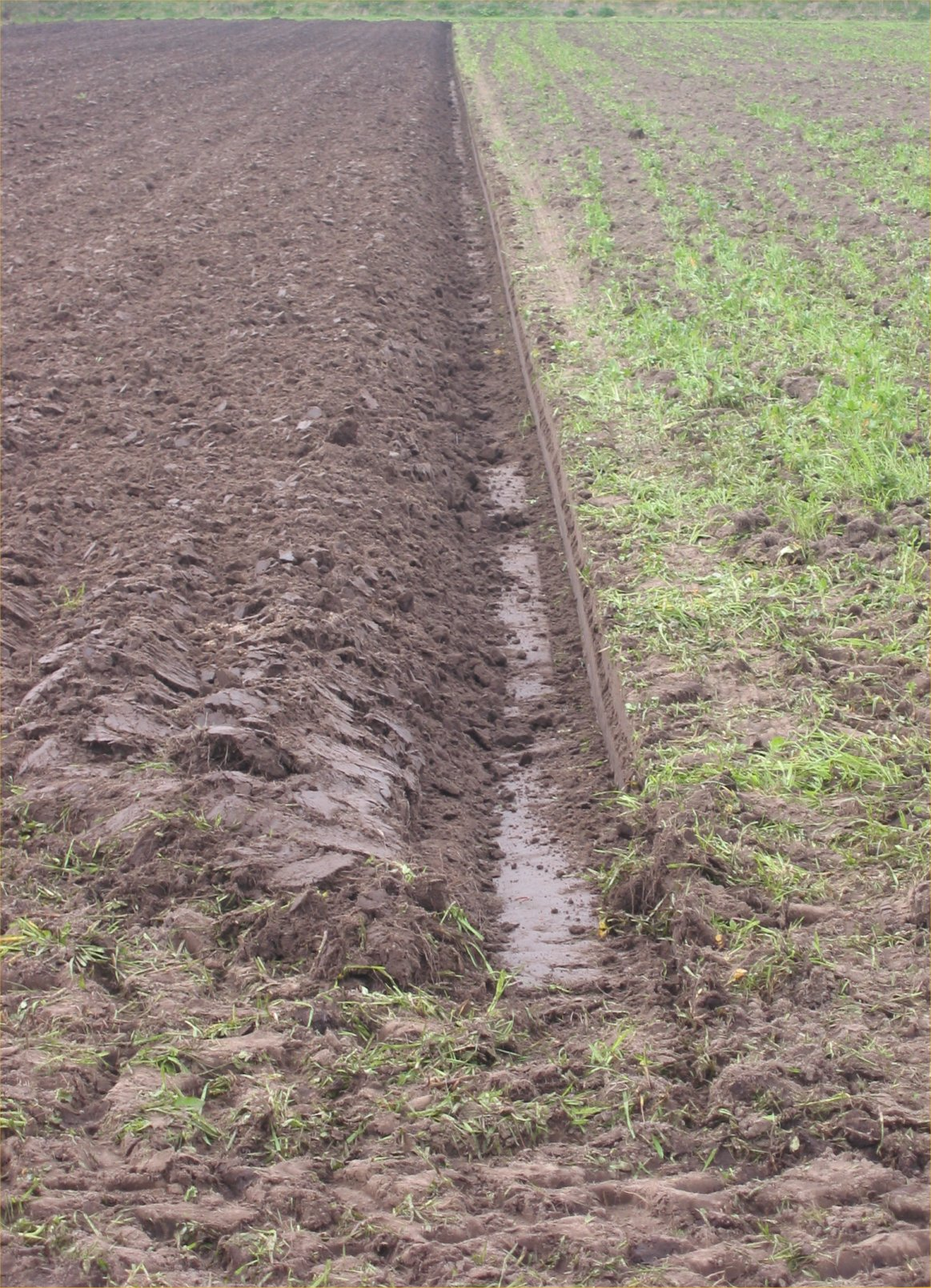
Ploegvoor

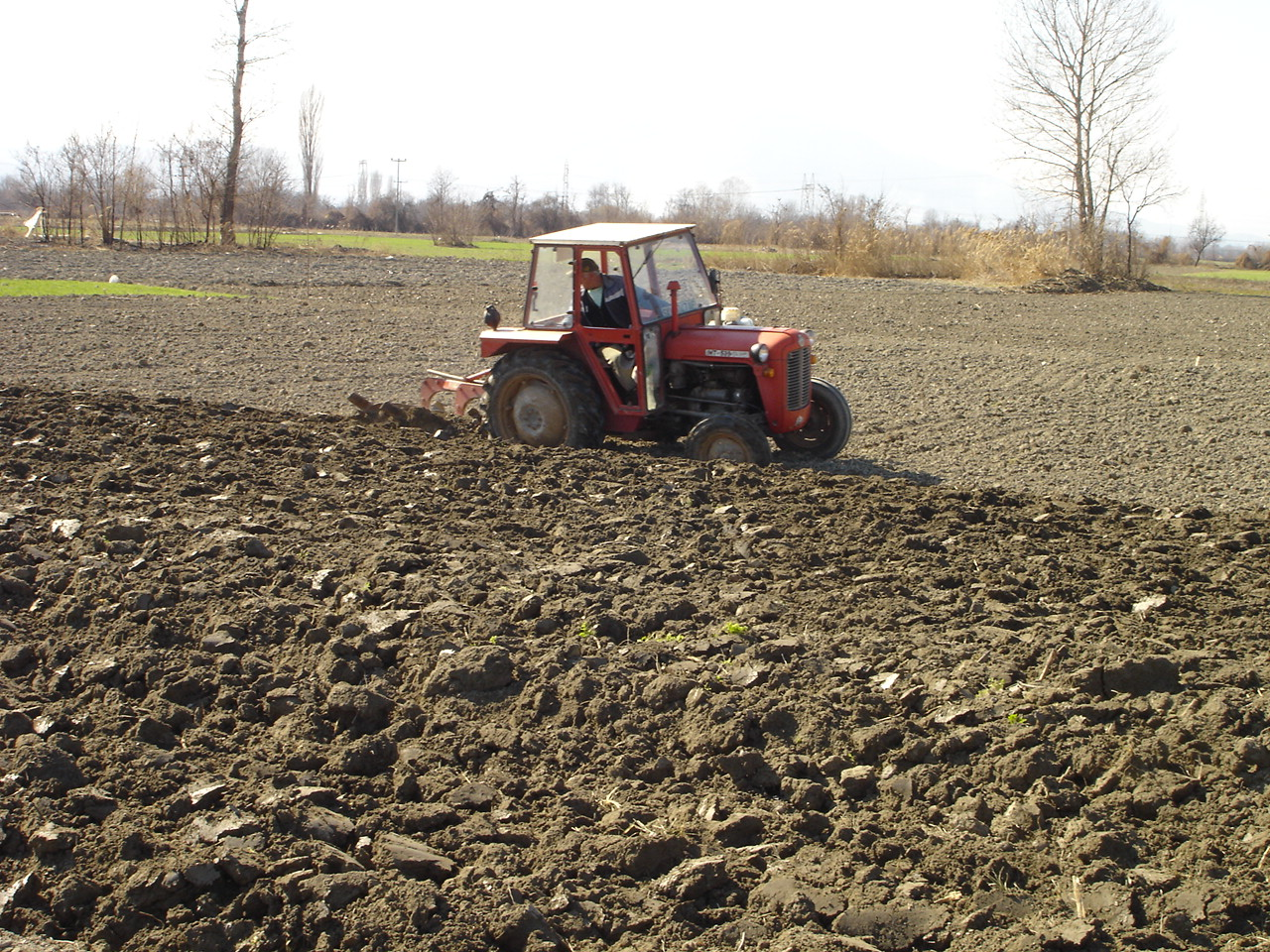
Ploegvoor in Noord-Macedonië

De ploeg is een landbouwwerktuig dat in de akkerbouw wordt gebruikt om de grond, waarin het gewas wordt gezaaid of geplant, te keren, te verkruimelen en proper te maken. De insnijding die de ploeg in de grond maakt, heet voor of vore.

## Geschiedenis en gebruik
De ploeg is een doorontwikkeling van de hak en het eergetouw ofwel haakploeg, en werd oorspronkelijk getrokken door mensen of lastdieren zoals  ossen en paarden. De door de grond schuivende haakploeg woelde de grond slechts open. Een volgende ontwikkeling was het monteren van een strijkbord ofwel rister onder de ploegboom die ten slotte werd voorzien van twee wielen aan de voorzijde. Daarmee was de keerploeg geboren. Deze rister keert de grond om, zodat de ondergrond boven komt en het oppervlak met onkruiden, wortels en resten van een vorige oogst ondergeploegd worden.
De basisonderdelen van een ploeg zijn: een mes- of schijfkouter, een voorloper, een snede en het rister. Er zijn verschillende typen ploegen al naargelang de grondsoort; bijvoorbeeld zand, leem of klei, of de constructie; een- of meerscharig, wentelend of rondgaand.
Ploegen is noodzakelijk om de grond losser te maken, waardoor de bodemstructuur en afwatering verbetert en het zaaien en het ontkiemen van het gewas gemakkelijker gaat. Bij het ploegen worden de restanten van het geoogste gewas met zijn wortels en het opgeschoten onkruid ondergeploegd, waardoor die als meststof dienen.
Een ploeg kan eventueel gecombineerd worden met een vorenpakker om in één werkgang de grond klaar te leggen voor zaaien of planten.
Een nadeel van het regelmatig ploegen op eenzelfde diepte is dat de ondergrond toch een slecht doorlatende laag vormt doordat de wielen van de trekker de ploegvoor aandrukken in combinatie met het dichtslibben van de ondergrond. Om dit teniet te doen is het mogelijk om met een diepwoeler deze laag weer open te breken.

## Verschillende ploegtypen
Oudste typen:
- Haakploeg
- Staartploeg
- Wielploeg

Moderne typen:
- Keerploeg (Risterploeg)
  - Rondgaande ploeg
  - Wentelploeg

## Afbeeldingen

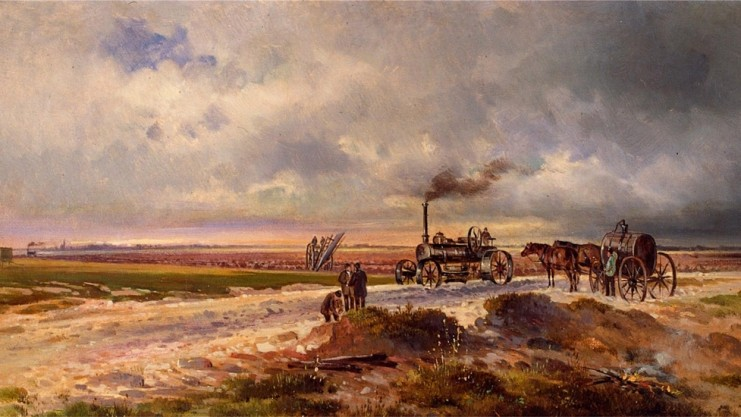
Ploegen met behulp van een stoomploeg op de Hümmling in het Emsland, Friedrich Zeller, ca. 1880

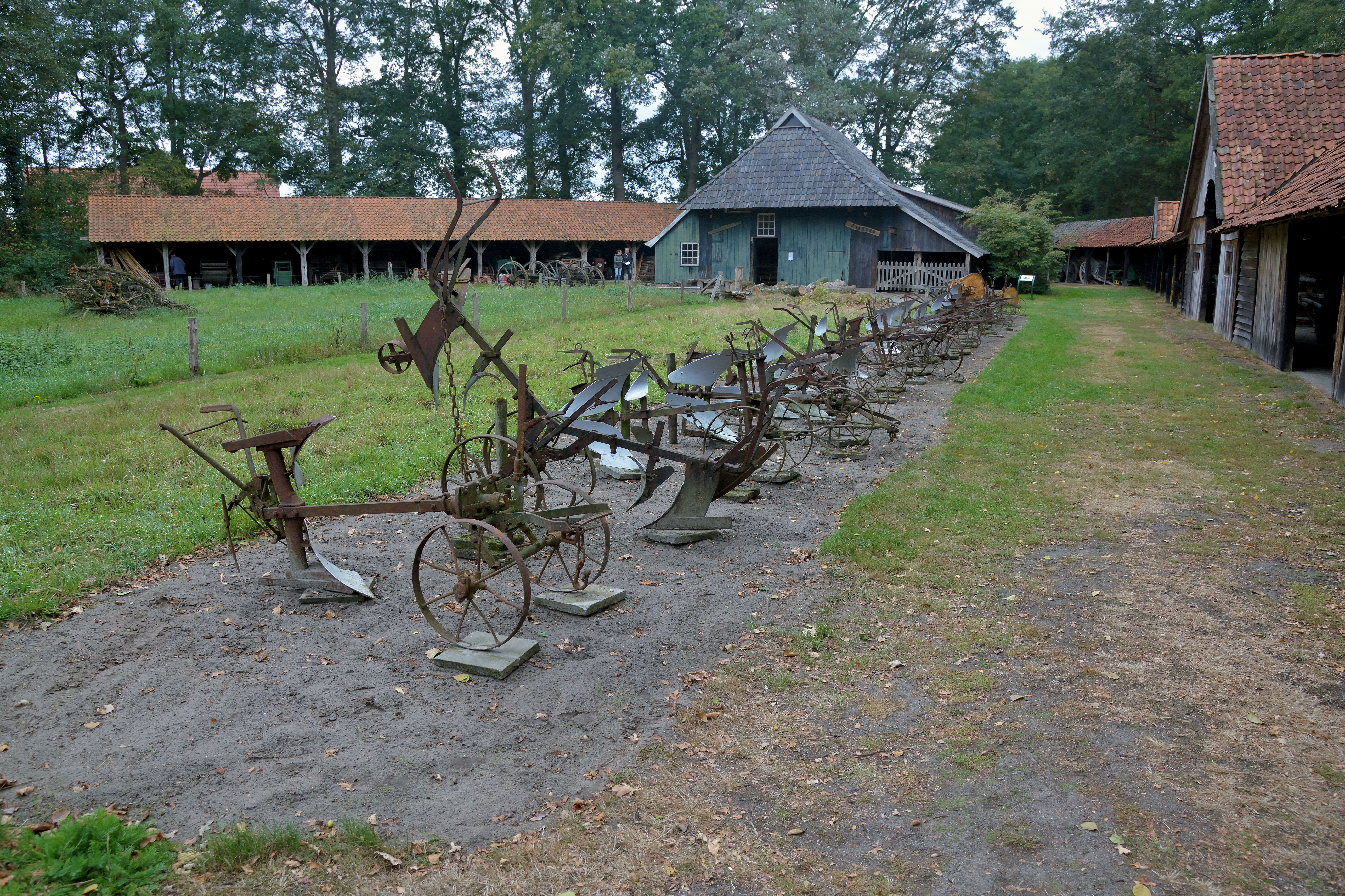
Ploegen in openluchtmuseum Erve Kots
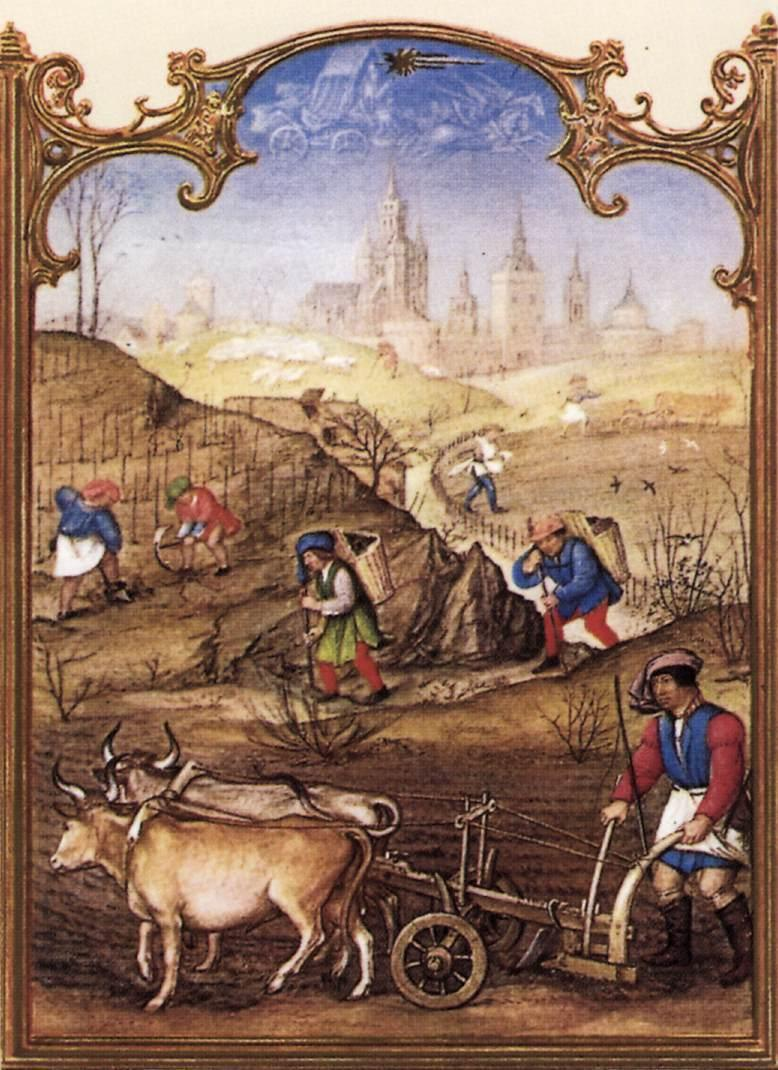
Een wielploeg met ossen
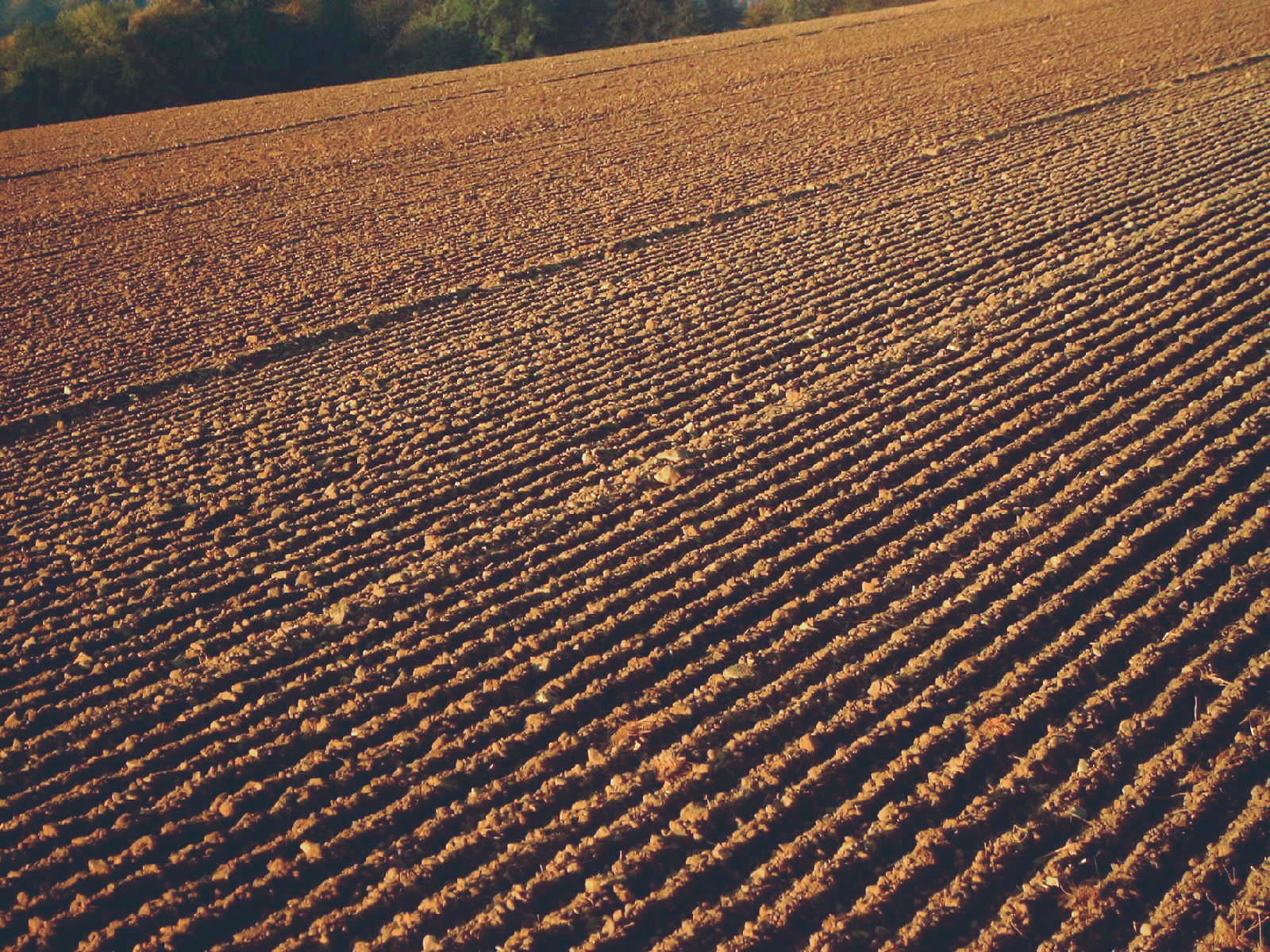
Beploegd veld in de Belgische Condroz
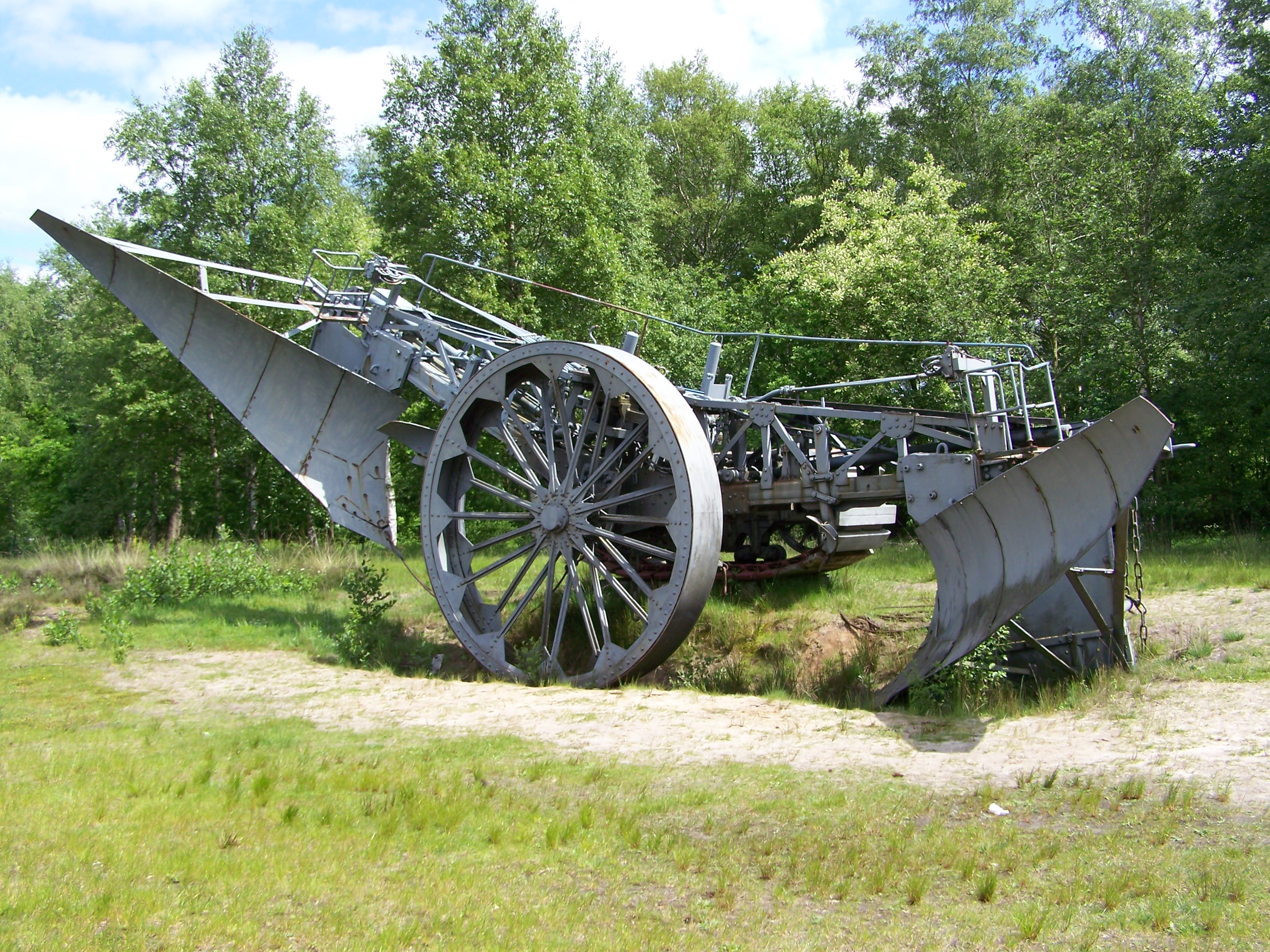
Mammut-ploeg in het Moormuseum, Hesepe